# The Man of Mystery
The Man of Mystery er en amerikansk stumfilm fra 1917 af Frederick A. Thomson.

## Medvirkende
- E.H. Sothern som David Angelo
- Charlotte Ives som Clara Angelo
- Gilda Varesi
- Mr. Roberts som Baron Rocco
- Brinsley Shaw som Pietro Stroggi